# Klaus Kubasik
Klaus Kubasik (* 8. März 1947) ist ein ehemaliger deutscher Fußballspieler.

## Karriere
Zur Saison 1972/73 wechselte Kubasik vom West-Regionalligisten Eintracht Gelsenkirchen zum damaligen Süd-Regionalligisten VfR Heilbronn. Er bildete als Manndecker ein hervorragendes Tandem mit Libero Helmut Röhrig. 1974/75 qualifizierte er sich mit Heilbronn für die neu geschaffene 2. Bundesliga Süd, aus der man bereits nach der ersten Saison in die 1. Amateurliga abstieg. 
Trotz zahlreicher Angebote blieb Klaus Kubasik dem VfR weiterhin treu und erreichte 1978 mit dem VfR die Qualifikation zur neu gegründeten Oberliga Baden-Württemberg als dritthöchster Spielklasse. Als einer der wenigen war er nicht am großen Skandal am Ende dieser Saison beteiligt, als nahezu die gesamte Mannschaft nach dem errungenen Titel zum Feiern nach Mallorca flog, anstatt im WFV-Pokal-Spiel gegen den Heidenheimer SB anzutreten. 
Nach der Oberliga-Saison 1979/80 musste er dann aufgrund einer schweren Verletzung seine Karriere beim VfR beenden. Im Verlauf der Saison hatte er bereits das Traineramt beim abstiegsgefährdeten Klub übernommen. Während zum Saisonende dank der besseren Tordifferenz der Klassenerhalt geschafft wurde, verpasste die Mannschaft im Endspiel um den WFV-Pokal 1979/80 gegen den Oberligameister VfB Stuttgart Amateure aufgrund einer 2:3-Niederlage einen Titelgewinn nur knapp. Zur folgenden Spielzeit übernahm Werner Mangold den Trainerposten beim Klub.